# Stoa

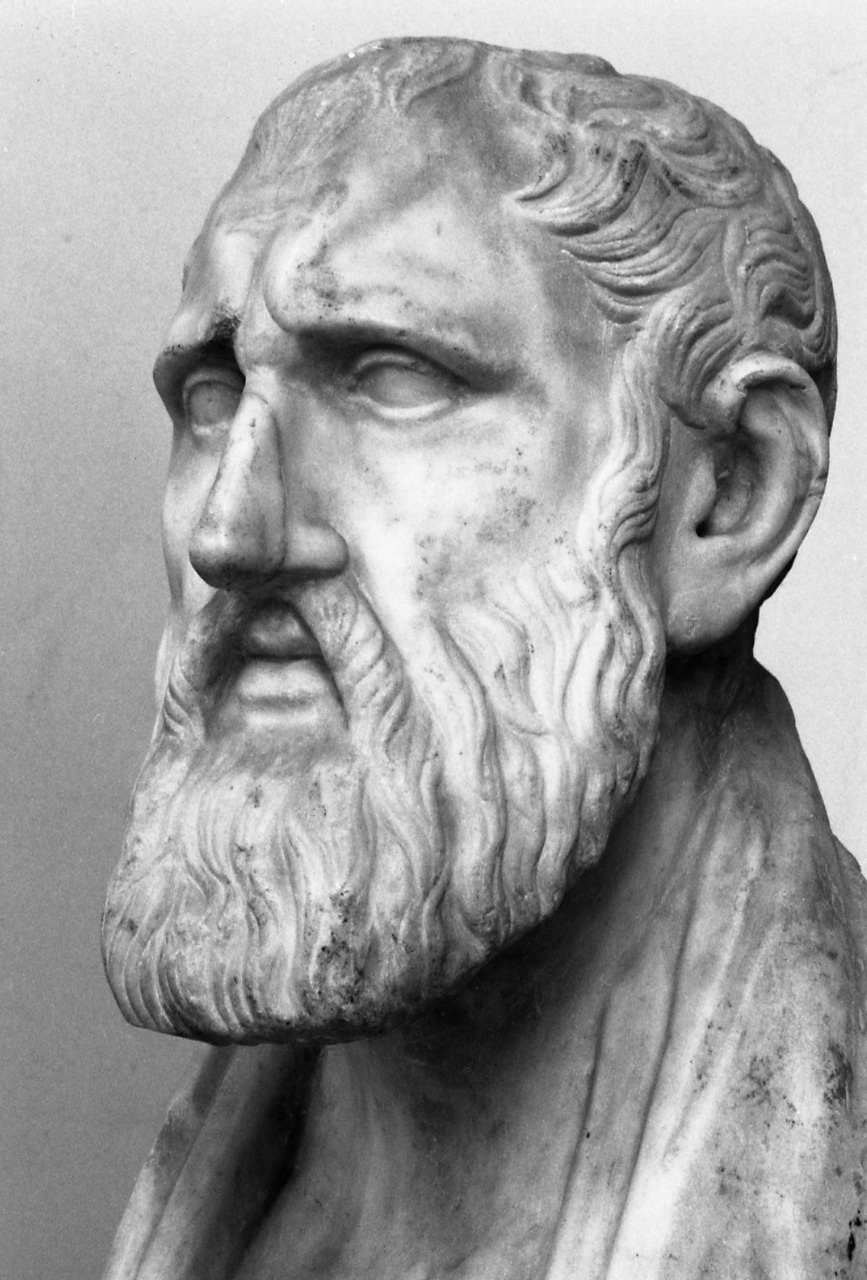
Zeno van Citium, de grondlegger van de Stoa

De Stoa of het Stoïcisme is een filosofische stroming die rond 300 v.Chr. in Athene werd opgericht door Zeno van Citium, en behoort tot de hellenistische filosofieën. 
De Stoa heeft grote populariteit verworven, vooral binnen het Romeinse Rijk, en ontwikkelde zich door de tijd heen in verschillende fases: de Oude Stoa, de Midden-Stoa, en de Jonge Stoa. Gedurende deze ontwikkeling verschoof de aandacht van de vroegere nadruk op fysica en logica naar een sterkere focus op ethiek en praktische levensfilosofie. Dit komt enerzijds doordat van Seneca, Epictetus en Marcus Aurelius, volledige werken zijn overgeleverd, terwijl ons van de eersten slechts fragmenten resten.
De kerngedachte van de Stoa is dat ware vervulling (eudaimonia) wordt bereikt door in overeenstemming met de natuur te leven, wat neerkomt op het leiden van een deugdzaam leven. Deugd, of aretê, is de belichaming van morele uitmuntendheid en wordt beschouwd als het enige ware goed in het leven. Het verwezenlijken van de deugd hangt volledig af van de zaken die binnen onze controle liggen: onze meningen, oordelen en handelingen. Dit zijn uitingen van ons rationele vermogen, dat we moeten gebruiken om onze keuzes en daden af te stemmen op wat juist is volgens de rede. De rest, zoals de meningen van anderen, rijkdom of tegenspoed, wordt beschouwd als dat wat volledig buiten onze invloed valt, en dit alles dienen we met gelijkmoedigheid tegemoet te treden.

## Doel
Het woord stoa betekent 'zuilengang' en staat voor de stoa poikilè (beschilderde zuilengang). Dat was een zuilengang aan de noordkant van de Agora van Athene, alwaar de stichter van de Stoa, Zeno van Citium (Cyprus, 334-264 v.Chr.) zijn onderwijs gaf.
De Stoïcijnse filosofie presenteert zichzelf als de aangewezen weg om de mens gelukkig te maken. Alles wat gebeurt in de wereld is volgens de Stoa van tevoren onverbiddelijk bepaald, maar de vrijheid en autonomie van de mens zit hem erin dat hij vrij is in zijn oordeel hierover. Dit oordeel is bepalend voor het menselijk geluk. Inzicht in de noodzakelijkheid van alles, inzicht dat dit zo goed is, enerzijds; anderzijds het inzicht dat hetgeen men gewoonlijk als persoonlijke rampen ziet, ons niet echt raakt, als we maar goed onderscheiden wat er echt aan de hand is.
Er zit evenwel ook een moreel aspect aan vast. Een Stoïcijn wordt geacht ook zijn sociale plichten te vervullen. Dit wordt gezien als een natuurlijk bestanddeel van het leven in de menselijke gemeenschap. Want ook het leven in overeenstemming met de natuur wordt als doel geformuleerd door de Stoa.

## Indeling van de filosofie
De Stoïcijnen deelden de filosofie als volgt in: logica (incl. retorica en taalkunde/grammatica), natuurfilosofie en ethiek. Maar de Stoïcijnse filosofie is dermate een eenheid, dat de onderdelen vaak niet goed uit elkaar te houden zijn. Bovendien dekt hun terminologie de onze niet, daarom is in het onderstaande voor een andere behandeling gekozen.

## Algemene uitgangspunten
- De oude Stoa, waarvan de twee belangrijkste figuren Zeno en Chrysippus (± 277 - ± 206 v.Chr.) zijn, kenmerkt zich door een compromisloosheid, die niet terugdeinst voor op het eerste gezicht vreemd aandoende consequenties.
- De ideale mens wordt binnen de Stoa altijd uitgebeeld door de Stoïcijnse wijze, op wie alle volmaaktheid geprojecteerd wordt, en die voor iedereen een doel moet zijn. En iedereen die niet wijs is, is dwaas.
- Alles is materie (stoffelijk), ook bijvoorbeeld onze ziel, God, maar ook zaken als wijsheid of rechtvaardigheid.
- De Stoa kent een uitzonderlijk hecht doortimmerd wereldbeeld, dat moet dienen als houvast voor haar aanhangers.
- De Stoa is gericht op processen. Dit komt het duidelijkst naar voren in de Stoïcijnse logica (zie beneden), maar blijkt ook uit het ontbreken van een blijvende Idee of Vorm (Plato, resp. Aristoteles) in hun wereldbeeld.

## Kennisleer
De term tabula rasa, en het beeld van de ziel als het onbeschreven wasplankje, zijn afkomstig van Zeno's voorstelling van ons kenproces. Middels de zintuigen komen indrukken tot ons, die via het pneuma in ons worden doorgegeven aan de ziel, alwaar een afdruk wordt achtergelaten (de ziel is stoffelijk). Aanvankelijk is de ziel een onbeschreven blad.
De voorstelling (Gr: phantasia) die zo in de ziel gewekt wordt, wordt door ons beoordeeld, en pas wanneer geoordeeld wordt dat deze voorstelling het oorspronkelijke object correct weergeeft, wordt deze geaccepteerd. Dit gebeurt met voorstellingen die zich onderscheiden van andere door hun grotere helderheid. Pas na dit positieve oordeel neemt de ziel echt het object waar en hebben we contact met de realiteit, en niet langer met voorstellingen.
Het zal geen verwondering wekken, dat de aanname dat wij in staat zijn correct te oordelen over de betrouwbaarheid van de voorstellingen, tot veel discussie heeft geleid met tegenstanders van de Stoa, met name de sceptici.
Het hele kenproces is een vloeiend proces, dat schematisch als volgt door Zeno werd weergegeven: hij vergeleek het met een opengevouwen hand, waarin iets (een waarneming) terechtkomt. Onwillekeurig kromt zich dan onze hand. Dan volgt een kort moment van opschorting van oordeel (epoche), waarna we ervoor kunnen kiezen onze vingers te sluiten (de instemming met de waarneming), en vervolgens de andere hand er nog eens omheen te leggen (het begrepene wordt tot vaste kennis).
Iedere mens is hiertoe in staat, maar alleen de Stoïcijnse wijze vergist zich hierbij nooit. Verder geldt dat zo'n geïsoleerd correct oordeel nog niets is; op grond van deze voorstellingen, die vastgehouden worden, kunnen we verder algemene begrippen vormen, en het geheel van deze oordelen brengt wetenschap tot stand.

## Logica

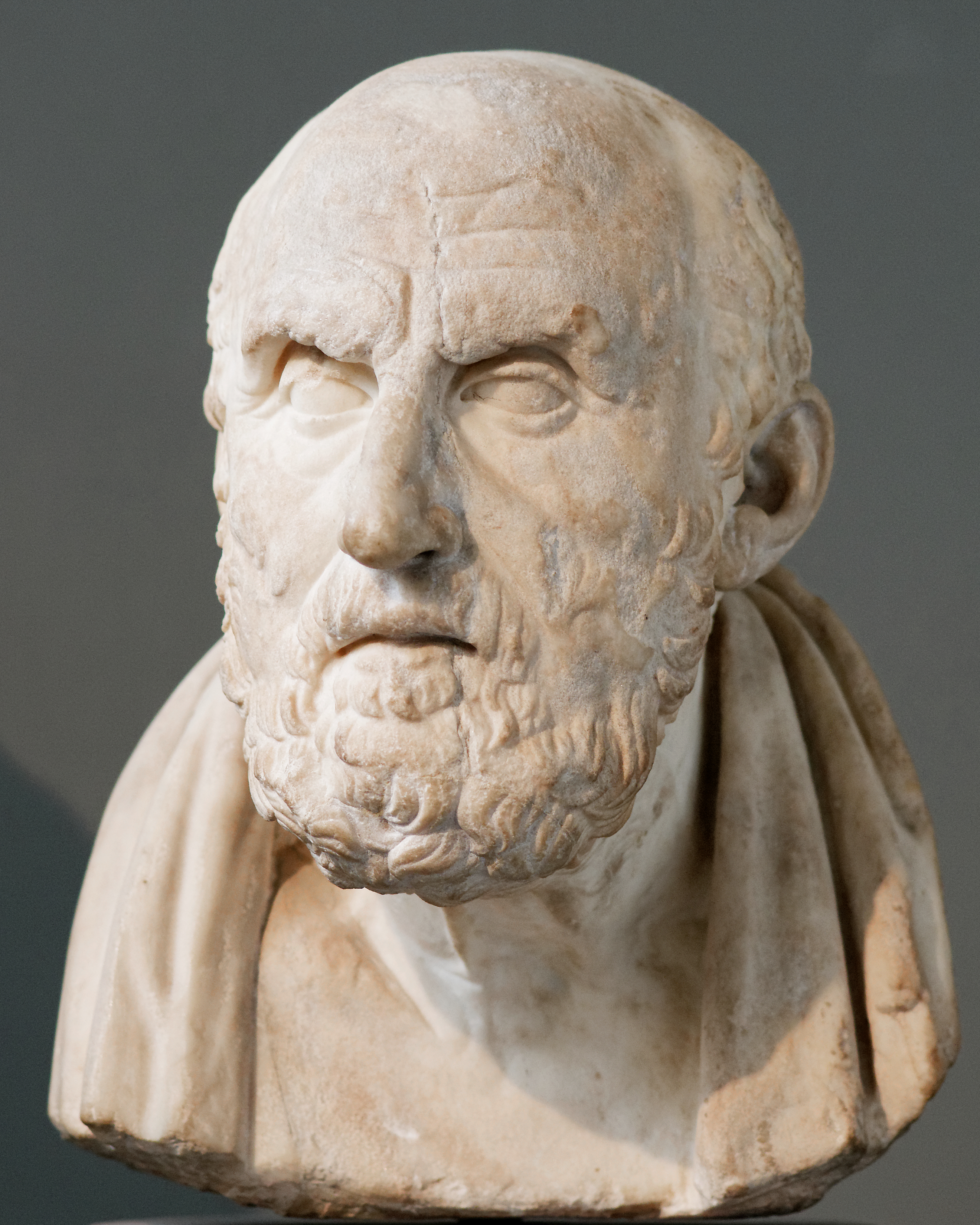
Chrysippus

Zeer lange tijd heeft de logica van Aristoteles als de enige logica uit de oudheid gegolden. Pas in de 20e eeuw is ontdekt wat de werkelijke betekenis van de logica van de Stoïcijnen was, en hoe die verschilde van die van Aristoteles.
Aristoteles wilde begrippen in een vaststaand systeem onderbrengen, met hiërarchische onderverdelingen van genus en species, een systeem dat een weerspiegeling van het blijvende (en dus wezenlijke) in onze wereld moest zijn. De Stoïcijnen gingen veel meer uit van het hier en nu, en poogden via observatie van processen juist datgene wat gebeurt weer te geven. Een uitspraak binnen de logica als: Socrates is een mens is aristotelisch, een uitspraak als: Of Socrates is dood, of hij leeft is Stoïcijns.
De logica der Stoïcijnen houdt zich bezig met lekta. Wanneer wij in aanwezigheid van een Fin het Nederlandse woord fiets uitspreken, is er de luchtverplaatsing teweeggebracht door onze articulatie (gelijk voor de Fin en de Nederlander), en er is het object waarnaar wij verwijzen (gelijk voor beiden), maar er is nog een derde element, dat het duidelijkst wordt door te zeggen dat er voor de Nederlander nog iets meer bestaat dan voor de Fin: al kent ook de Fin het fenomeen fiets, voor hem zal de klank fiets niet oproepen wat het voor de Nederlander wel doet. Dit nu is het lekton, dat niet-lichamelijk is, en behoort tot het domein der vrijheid (dat wil zeggen is niet door het Fatum bepaald). Met deze lekta houdt de Stoïcijnse logica zich bezig. Er zijn incomplete lekta (een los subject, of los predicaat), en complete lekta, die een propositie vormen die waar of niet-waar is.
Chrysippus kwam tot 5 axiomatische vormen van redeneringen, die verder geen bewijs behoefden. Tot een van deze vijf moesten alle andere uitspraken kunnen worden teruggebracht:
- Als A, dan B; A, dus [ook] B.
- Als A, dan B; niet B; dus niet A.
- Niet zowel A als B; A; dus niet B.
- Of A of B; A; dus niet B.
- Of A of B; niet A; dus B.

## Taalkunde/Grammatica
Studie van de taal kan men zien als een bestudering van het middel waarmee ons denken voor anderen zichtbaar wordt. Naast de wetten van het denken moesten dus ook de wetten van de taal bestudeerd worden.
Zeno is de grondlegger van het traditionele systeem van verbuigingen en vervoegingen, en van de indelingen van werkwoords-aspect en -tijden. De grammatica van het Oudgrieks zoals die onderwezen wordt, gebruikt benamingen gegeven door Zeno (bijvoorbeeld aoristus). Zijn terminologie is overgenomen en vertaald door de Romeinen (bijvoorbeeld dativus, perfectum), en via hen heeft deze haar weg gevonden naar de moderne westerse talen.

## Psychologie
Wat is een emotie? Een emotie verklaren door te zeggen dat deze ontstaat in een irrationeel deel van de ziel, is voor Chrysippus geen verklaring. Een emotie komt volgens hem tot stand als gevolg van een onjuist oordeel. Als iemand ons slaat, kan dat fysiek pijn doen, maar de emotie verdriet hierover ontstaat pas, wanneer we denken dat het ontvangen van een klap iets slechts is. Dit valt af te keuren, het is niet rationeel. Maar ook een plotselinge blijdschap als gevolg van het vinden van een goudstuk is afkeurenswaardig, het is immers evenzeer gevolg van een verkeerd oordeel, want het hebben van een goudstuk is op zich niet iets goeds.
De uiteindelijke balans van deze houding zal positief zijn; het resultaat is namelijk een hoogstaande sereniteit, die niet verstoord wordt door gebeurtenissen. Men staat boven de gebeurtenissen. Veelal wordt deze afwezigheid van het geluksgevoel bedreigende factoren gezien als erg mager, maar dat houdt verband met de waarde die wij tegenwoordig (sinds de romantiek) toekennen aan emoties, en dus het niet-uitleven hiervan als een gebrek in een mensenleven ervaren.
Voor wat betreft zaken als gezondheid: ook hiervan vond de oude Stoa dat ze 'indifferent' zijn, dat wil zeggen: niet bijdragen tot ons geluk (of ongeluk). De Midden-Stoa en jonge Stoa zullen dit standpunt over het algemeen niet overnemen, en van mening zijn dat, alhoewel niet wezenlijk, gezondheid toch te prefereren is boven haar tegendeel.

## Metafysica
Alleen het lichamelijke bestaat. Immers, alleen hetgeen actie kan uitoefenen, of invloed kan ondergaan, bestaat.
Daarom is de ziel een lichaam (de ziel ondergaat invloed van hetgeen het lichaam overkomt, en beïnvloedt andersom het lichaam), en zo is ook woede een lichaam. Doordat de Stoïcijnen de ziel als lichamelijk zien, bestaat voor hen het problematische van de verhouding ziel-lichaam, niet.
Binnen het zijnde onderkenden de Stoïcijnen vier categorieën:
- Substantie (hupokeimenon)
- Eigenschap (poion) (gekwalificeerd zijn)
- In een bepaalde toestand verkeren (pōs echon)
- In relatie tot iets anders staan (pros ti pōs echon)

De pure substantie heeft geen enkele eigenschap. Pas wanneer er een eigenschap bij komt kan men spreken van een individueel gedifferentieerd iets (is dus te vergelijken met Aristoteles' materie en vorm).
Voorbeeld van het derde is Chrysippus' omvorming van Zeno's conceptie van de ziel als wasplankje: volgens hem was waarneming niet anders dan een substraat (in casu het rationele deel van de ziel) dat een verandering ondergaat, te weten in de toestand verkeert van waarnemen. Dit wordt, kenmerkend, zeer ver doorgevoerd; als de ziel denkt, is dat een bepaalde toestand, als het zich iets herinnert is dat weer een andere toestand, etc.
Een voorbeeld van de vierde categorie zijn op elkaar betrokken begrippen als vader-zoon, rechts-links.
Maar, met alles wat 'bestaat' is nog niet de hele kosmos beschreven. Er is ook hetgeen in de eerdere Griekse filosofie werd aangeduid als niet-zijnde. Hiertoe behoren: plaats/ruimte (topos), tijd (chronos), en leegte (kenos) en de al eerder genoemde lekta. Deze zijn niet-stoffelijk. Beide, zijnde en niet-zijnde, worden samengebracht onder de noemer van het 'iets'. Plaats, tijd en leegte zijn onlosmakelijk verbonden met het zijnde, zonder dat ze de kentekenen vertonen van het zijnde, nl. invloed kunnen uitoefenen of ondergaan.

## Kosmologie
Onze kosmos is geheel gevuld, hierbinnen is geen leegte. Maar buiten onze kosmos is wel leegte.
De eeuwige wederkeer van hetzelfde vindt als volgt plaats: het oorspronkelijke vuur wordt tot de vier elementen water, aarde, lucht en vuur; dan ontstaan er logoi spermatikoi (kiemen), en zien we onze wereld ontstaan. Deze vergaat evenwel weer, dat wil zeggen hij wordt weer helemaal vuur, tijdens welk moment de eerder genoemde leegte wordt gevuld (want de kosmos was veel compacter dan dit vuur). Dit vuur wordt weer tot de vier elementen, etc. Dit alles is en blijft dus een stoffelijk geheel, maar omdat dit vuur ook de logos is, zit redelijkheid ook overal, en is voor de mens de natuur volgen hetzelfde als zijn eigen logos zo veel mogelijk op de voorgrond te laten treden. Deze logos is echter ook goddelijk, de Stoïcijnse fysica is dus pantheïstisch, want deze immanente God zit overal.
Men kan het hele Soïcisme als een monisme zien. Er is eigenlijk alleen maar de logos (in allerlei gedaanten) waarvan de verschillende stadia het wereldgebeuren uitmaken.

## Fysica
Plato had het fenomeen dat één persoon zowel groot als dom kan zijn, verklaard door te spreken van deelname aan de Ideeën Grootte en Domheid. Voor de Stoa zijn dit soort eigenschappen stoffelijk; hoe kan een mens er dan tegelijkertijd meer dan één hebben? Er vindt een menging plaats. In tegenstelling tot de atomisten namen de Stoïcijnen geen ondeelbare elementen aan; alles kan altijd door worden blijven verdeeld. Daardoor kan ook een volledige menging plaatsvinden van twee lichamen (vgl. zalf die in een lichaam trekt, of de druppel wijn die opgaat in de oceaan).
Op gelijke wijze is onze ziel door ons hele lichaam heen vermengd.
Het feit dat voorwerpen of levende wezens niet uit elkaar vallen, wordt verklaard door het fenomeen van de innerlijke spankracht, veerkracht (Gr. tonos).

## Determinisme en Verantwoordelijkheid
- Als alles van tevoren bepaald is, kunnen we dan de toekomst voorspellen?

Volgens Chrysippus is een uitspraak over het verleden altijd waar of onwaar, en noodzakelijk, maar uitspraken over de toekomst zijn alleen maar waar of onwaar. Noodzakelijkheid is een attribuut van uitspraken, niet van de dingen. Wij mensen zijn het die noodzakelijkheid verlenen aan uitspraken, en dat kunnen wij niet voor uitspraken over de toekomst. Het is dan ook niet zo, dat de Stoïcijnse wijze de toekomst kan voorspellen, al maakt hij wel altijd de juiste keuzes.
- Als alles van tevoren bepaald is, heeft het dan nog zin actie te ondernemen?

De Stoïcijnen hielden vast aan hun determinisme, maar wilden niet toelaten dat alle gedrag hetzelfde waard was, noch wilden ze zich vatbaar maken voor argumenten als: 'Ik ben ziek. Het is voorbestemd of ik beter zal worden of niet, dus waarom zou ik er een arts bij halen?'
Chrysippus' antwoord op dit zogenaamde luie argument (Gr. argos logos) is, dat aan beter worden altijd iets anders verbonden is. Het kan geen opzichzelfstaand iets zijn, net zomin als 'worstelen' dat kan zijn (men worstelt altijd met iemand), of zoals men niet zomaar 'vader' is, maar altijd vader van iemand. Zo ook is het beter worden niet een losstaand iets, maar aan bepaalde condities (bijvoorbeeld een arts halen) verbonden.
Cicero heeft in zijn De Fato een deel van deze ingewikkelde discussie overgeleverd (waarbij het niet altijd evident is dat hij dit debat zelf goed begrepen heeft).
- Als alles van tevoren bepaald is, hoe kan men dan nog mensen prijzen of laken voor hun gedrag?

Hiertegen in bracht Chrysippus het onderscheid tussen twee soorten oorzaak. Als iemand een cilinder een duw geeft, en deze rolt van een helling af, is die duw de voorafgaande oorzaak (aanleiding), maar het feit dat de cilinder rond is, is de eigenlijke oorzaak van het rollen. En een ander onderscheid is de aanwezigheid: als men de ziel ziet als de oorzaak van het feit dat wij leven, dan geldt dat zolang zij er is, wij blijven leven; terwijl de andere soort oorzaak kan verdwijnen terwijl het gevolg blijft: men stoot zijn hoofd eenmalig, maar het pijn hebben blijft daarna aanwezig.
Zo is het vooraf bepaalde gebeuren slechts de aanleidingsoorzaak, volgens Chrysippus; onze vrijwillige instemming met de voorstellingen is de wezenlijke oorzaak, pas die heeft werkelijke invloed op ons gedrag.

## Ethiek
Niet alleen Epicurus maar ook filosofen als Aristippus zagen in het najagen van genot het meest natuurlijke uitgangspunt voor de mens. Maar volgens de Stoa, die altijd een scherp onderscheid tussen beide maakt, geldt dat alleen voor dieren, niet voor mensen. De oorspronkelijkste drift in ons is die naar zelfbehoud, en op grond daarvan maken we een eerste onderscheid tussen goed (voor ons) en slecht. In de loop van ons leven ontwikkelt zich in ons de logos, die de vereisten van de logos buiten ons onderkent. Dan wordt niet alleen meer aan zelfbehoud gedacht, maar aan het welzijn van al onze soortgenoten, aan wat goed is voor de hele mensheid. Dit is het echte leven in overeenstemming met de natuur.

## Midden-Stoa

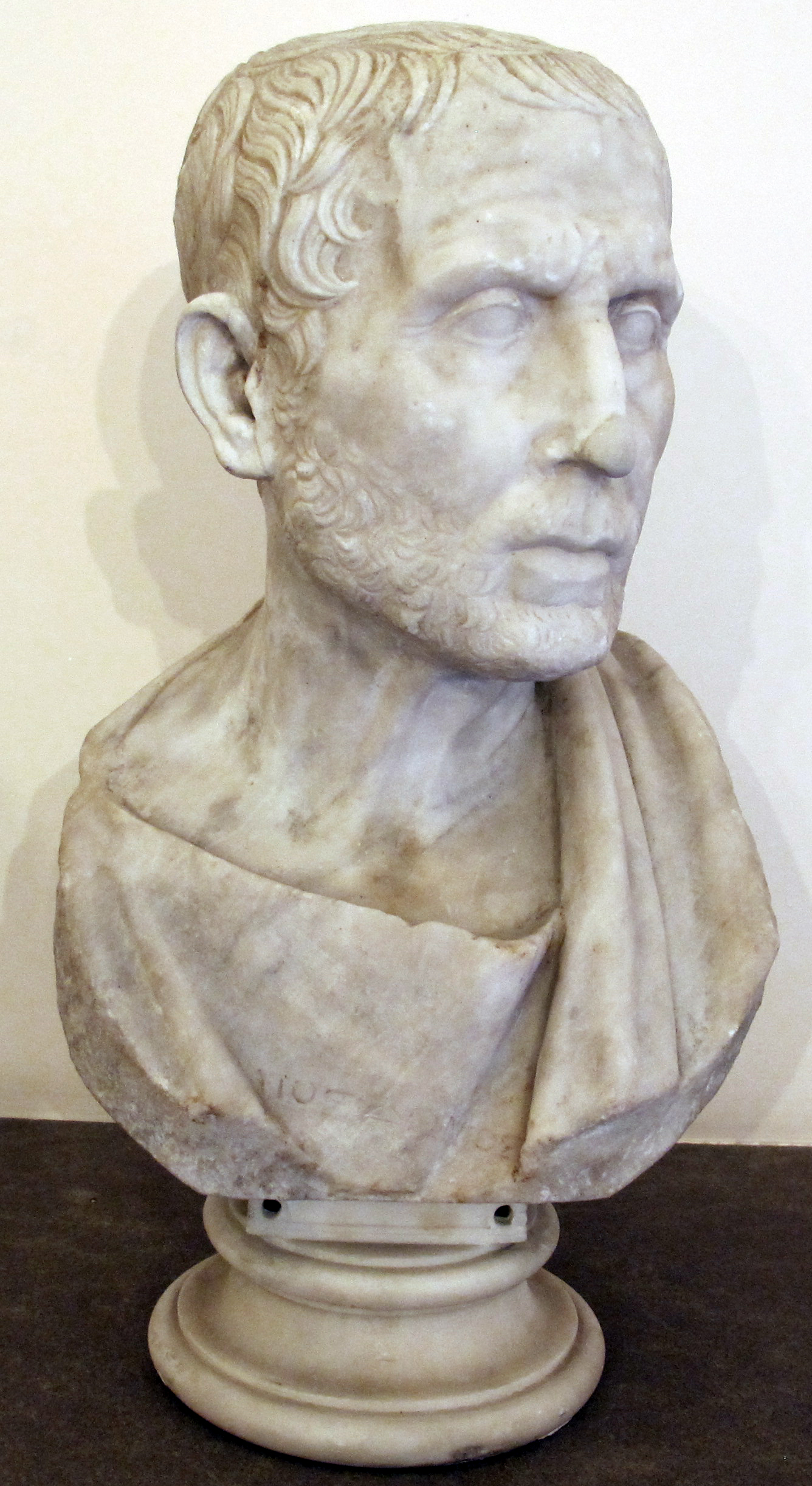
Posidonius

Panaetius geldt als grondlegger van de 'midden-Stoa'. Zijn bekendste leerling was Posidonius. Ook van hun werk resten slechts fragmenten.
Het belang van hun optreden is vooral hierin gelegen dat zij de Stoa te Rome geïntroduceerd hebben. Beiden waren van Griekse afkomst, maar hadden contacten te Rome, dat in hun tijd bezig was uit te groeien tot de heersende wereldmacht. Beiden genoten in hun tijd een groot aanzien.
Grosso modo kan men zeggen dat zij het pure intellectualisme van de oude Stoa afzwakten, meer zelfstandige waarde toekenden aan emoties en rekening hielden met verschillen tussen mensen. Hun opvattingen vertoonden platonische trekken.
Panaetius is degene geweest die als eerste afstand nam van het absolute onderscheid tussen de wijze en de dwazen, door zijn introductie van de prokoptōn, de mens die bezig is voortgang te boeken. De oude Stoa ging ervan uit dat deugd gebaseerd is op kennis, en heeft men die, dan heeft men alle deugden. Ontbeert men die kennis, dan heeft men niets. Voor Panaetius, die minder intellectualistisch ingesteld was, ging dit niet meer op.

## Jonge Stoa
Omdat (veel van) hun werk is overgeleverd, kennen we de auteurs van de jonge Stoa redelijk als individuen. Uit hun onderlinge verschillen, en uit de sociale verschillen van hun maatschappelijke positie, kunnen we de verschillende 'toon' van hun werk begrijpen.
Zonder dat ze de rest van de Stoïcijnse filosofie afwijzen, ligt hun grootste interesse bij de ethiek/levensfilosofie.
Hun werken zijn niet samen te vatten, en als men er enkele punten uitlicht, gerelateerd aan hun 'leer', doet men ze onvermijdelijk onrecht. Ieder moet deze werken zelf lezen om er een goed idee van te krijgen.

### Seneca

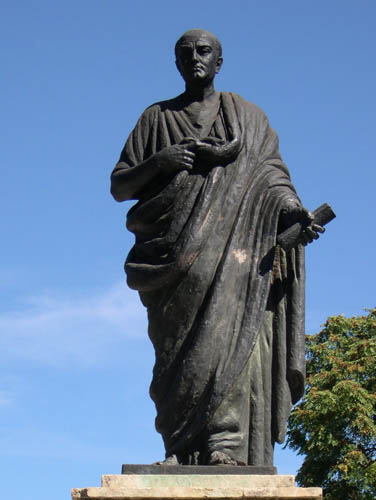
Seneca

Seneca heeft een bewogen bestaan geleid. Afkomstig uit Spanje, jeugdig naar Rome gekomen voor een opleiding in de welsprekendheid, is hij in zijn jeugd ernstig ziek geweest (hij leed aan astma) en een tijdlang heeft hij zelfmoord overwogen. Hij werd bevangen door enthousiasme voor de filosofie; zo hing hij een tijdlang een streng pythagoreïsch vegetarisme en ascese aan. Daarvan teruggekomen begon hij een succesvolle carrière als redenaar, waardoor hij roem verwierf, zoveel zelfs dat hij jaloezie opriep bij Keizer Caligula. Onder diens opvolger Claudius werd hij verbannen naar Corsica. Toen hij na acht jaar weer teruggeroepen werd, moest hij mentor van de jonge Nero worden en na diens troonsbestijging heeft hij gedurende vijf jaar samen met Burrus feitelijk het bestuur over Rome uitgeoefend. Hij was toen zowel buitengewoon rijk als invloedrijk. Daarna viel hij echter geleidelijk in ongenade. In 65 na Chr. beschuldigde Nero hem ervan betrokken te zijn in het complot tegen zijn leven en dwong hem zelfmoord te plegen. Deze zelfmoord werd door Tacitus beschreven.
Seneca heeft veel geschreven, maar het meest pregnant, en het duidelijkst komt zijn filosofie zowel als zijn persoonlijkheid naar voren in zijn Brieven aan Lucilius (Ep.), die hij aan het einde van zijn leven schreef. Men kan in deze brieven de toegepaste Stoa zien. Zoals hij zelf zegt (Brief 64,8): het kan zijn dat de oudere filosofen alles ontdekt hebben, altijd nieuw blijft toch de toepassing. Het is aan ons te bepalen wanneer en hoe we de psychische geneesmiddelen moeten toepassen.
Hij is zelfstandiger en minder doctrinair (leerstellig) dan zijn voorgangers. Opvattingen van niet-Stoïcijnse filosofen kunnen voor hem net zo zeer waarde hebben.
Men zegt wel dat we bij Seneca voor het eerst het verschijnsel geweten aantreffen. Daarbij speelt het geen rol, dat dit in het Stoïcijnse systeem eigenlijk geen plaats heeft.
Seneca is de man van de flitsende formuleringen, vandaar dat hij vaak figureert in verzamelingen van citaten.
- Ducunt volentem fata, nolentem trahunt[7] (Het lot wijst wie meewerkt de weg, maar het sleurt de onwillige mee) geeft zeer kernachtig weer hoe de Stoa tegenover het fatum (het lot) staat.
- Se contentus est sapiens ad beate vivendum, non ad vivendum.[8] (De wijze mens heeft genoeg aan zichzelf om gelukkig te leven, niet slechts om te leven). Om te leven heeft de wijze anderen nodig, om goed te leven niet. Dit geeft enerzijds de autonomie van de Stoïcijnse wijze weer, anderzijds de opvatting dat de mensen samen de kosmos in stand (moeten) houden.
- Non vitae sed scholae discimus.[9] (vertaling: "Wij leren niet voor het leven, maar voor de school", bedoeld als een klacht van Seneca). Wij zouden deze kennis niet moeten vergaren met het oog op de school, maar voor het leven. Met dit citaat besluit Seneca een tirade tegen (Stoïcijnse) spitsvondigheden, die volgens hem niets bijdragen tot het menselijk geluk. In dit opzicht is hij de volstrekte tegenpool van Chrysippus. (N.B. Dit citaat wordt nogal eens verkeerd om geciteerd, om onwillige leerlingen in te peperen dat ze niet met het oog op de school hun best moeten doen, maar met het oog op hun latere leven.)

### Epictetus
Epictetus onderwees in het Grieks. Geboren rond het jaar 50 in Phrygië, als slaaf naar Rome gebracht, en later vrijgelaten. Na bij Musonius Rufus colleges te hebben gevolgd begon hij zelf te onderwijzen, tot hij in 94 op bevel van Domitianus de stad moest verlaten. (Alle filosofen behalve Musonius Rufus moesten Rome verlaten, op grond van de beschuldiging dat ze ordeverstoorders en stokebranden waren.) Hij ging toen naar Nicopolis (in Noord-West Griekenland) om daar zijn onderwijs voort te zetten tot aan zijn dood. Zelf schreef hij niets, maar een van zijn leerlingen, de politicus, militair en schrijver Flavius Arrianus heeft er aantekeningen van gemaakt en deze gepubliceerd. Vier van de acht door hem gepubliceerde boeken met diatriben zijn bewaard gebleven, alsmede het fameuze Handboekje, dat een samenvatting beoogt te zijn van de belangrijkste punten van Epictetus' filosofie.
Van fundamenteel belang in zijn denken is het onderscheid tussen wat in onze macht ligt (bovenal, onze morele houding) en wat niet: rijkdom, gezondheid, politieke macht en de mening van anderen. Onder alle omstandigheden moeten we in het oog houden, dat we de externe wereld niet kunnen beïnvloeden, wel onze houding hiertegenover. Dit kunnen wij beheersen. De externe wereld daarentegen grotendeels niet; we moeten onze gemoedsrust daar dan ook niet door laten verstoren en tegenslag met gelatenheid onder ogen zien. Verder benadrukt hij dat theoretisch weten niet voldoende is, veel belangrijker is het oefenen en praktiseren in het leven van alledag. Deze overtuigingen wil hij er bij zijn leerlingen in hameren.
Doctrinair gezien is hij de meest orthodoxe van de drie late Stoïcijnen, ook al is de filosoof naar wie hij het vaakst verwijst Socrates.
Kenmerkend voor zijn instelling is bijvoorbeeld zijn pretentie een scepticus (iemand die twijfelt aan de correctheid van onze waarneming) te kunnen overtuigen (II, 20, 28-30): als hij slaaf was van een scepticus, en de opdracht zou krijgen olie in het bad te gieten, dan zou hij er pekel in doen. Of hij zou hem azijn te drinken geven. Dan zou men eens zien hoezeer ook een scepticus op zijn waarneming vertrouwt.

### Marcus Aurelius

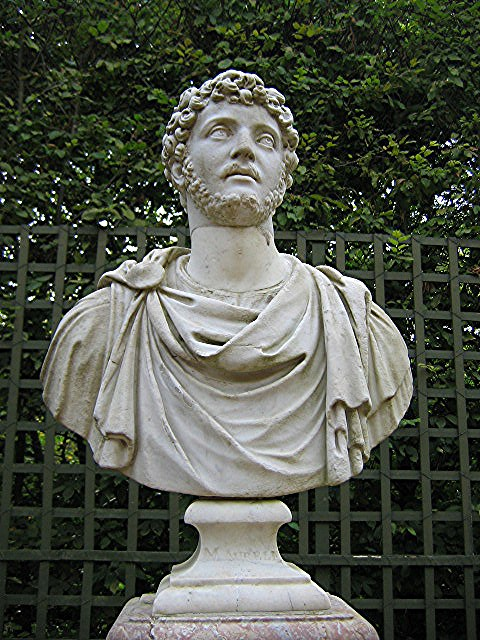
Marcus Aurelius

Marcus Aurelius (keizer van Rome van 161-180) schreef in het Grieks. Zijn ook wel als "meditaties" omschreven werk met zelfbespiegelingen Ta eis heauton (te vertalen als Geschriften aan zichzelf of Gesprek met zichzelf of Persoonlijke notities, of op zijn Duits: Selbstbetrachtungen) heeft niet als oogmerk te vertellen wat hij heeft meegemaakt, maar kritisch te reflecteren over zijn eigen reacties op de gebeurtenissen of op contacten met zijn medemensen.
Hij was een bewonderaar van Epictetus. Uit zijn werk spreekt een zeker pessimisme, dat wordt gecompenseerd door een zeer diep en niet aflatend plichtsgevoel.

## Latere invloed / herontdekking
Seneca is altijd veel gelezen. Sommige kerkvaders zagen hem als een weliswaar heidens filosoof, maar dan wel als een die het toch vaak bij het rechte eind had (saepe noster: vaak de onze). Onder andere Erasmus heeft een uitgave van zijn werken verzorgd. Zelfs van Calvijn bestaat er een jeugdgeschrift uit 1532 dat een uitgebreid commentaar behelst op Seneca's werk De Clementia. Ondanks alle bewondering heeft hij het moeilijk met Seneca's opvatting dat medelijden geen deugd is. Iemand die geen medelijden kent is geen mens.
In 1529 werd de Griekse tekst van het Enchiridion van Epictetus herdrukt. Sindsdien is het herhaaldelijk herdrukt en vooral vertaald. De eerste vertaling van een werk uit de klassieke oudheid die in Amerika werd gedrukt was een vertaling van het Enchiridion (Philadelphia, 1729).
Maar het is de Zuid-Nederlander Justus Lipsius geweest die als eerste een integraal onderzoek heeft gedaan naar de hele Stoïcijnse filosofie, en die alle bronnen is nagegaan waaruit wij kennis kunnen opdoen over de andere aspecten van de Stoa.
Als introductie tot zijn uitgave van Seneca's werken schreef hij de Manuductio ad Stoicam philosophiam en de Physiologia Stoicorum (beide verschenen in 1604). Hierin gaf hij het resultaat van zijn onderzoek, dat niet gemakkelijk was geweest. Hierbij bleef hij christen (het toelaten van zelfmoord bijvoorbeeld keurt hij af) al verdedigt hij grotendeels de Stoïcijnse filosofen wel, en hij is van mening dat er op veel punten overeenstemming bestaat tussen de Stoa en het christendom. Het enige onderdeel dat hij niet behandelt is de logica. Deze is pas in de 20e eeuw (her)ontdekt.
Iemand als Blaise Pascal vond de Stoïcijnen te trots en te arrogant, met name de Stoïcijnse wijze. Christelijke nederigheid is inderdaad niet een deugd nagestreefd, of zelfs maar gedefinieerd, door de Stoïcijnen.
Descartes wordt vaak ook genoemd als een aanhanger van de Stoa. Dit op grond van een passage uit zijn Discours de la Méthode waar hij over zijn tijdelijke moraal spreekt. In begin van het Discours evenwel zegt hij dat hij de oude levensfilosofie wel mooi vond, maar op drijfzand gebouwd. Zie ook meteen de eerste zin van zijn Les passions de l'âme, waar hij zegt dat vrijwel al hetgeen op het gebied der emoties in de oudheid naar voren is gebracht zo mager en onwaarschijnlijk is, dat hij helemaal opnieuw moet beginnen. Men kan beter zeggen dat het individu Descartes een zekere sympathie had voor de Stoïcijnse levensfilosofie, maar de filosoof Descartes stond er afwijzend tegenover.